# Brachionidium longicaudatum
Brachionidium longicaudatum är en orkidéart som beskrevs av Oakes Ames och Charles Schweinfurth. Brachionidium longicaudatum ingår i släktet Brachionidium och familjen orkidéer. Inga underarter finns listade i Catalogue of Life.